# 패러곤 (인디애나주)

패러곤(Paragon)은 미국의 주 인디애나주 모건군의 마을이다. 2010년 인구 조사 기준으로 인구 수는 659명이다.

## 역사
패러곤은 1852년 커뮤니티에 첫 가게가 열림과 거의 동시인 1850년대 초에 세워졌다. 우체국은 1868년부터 패러곤에서 운영에 들어갔다.

## 인구
| 인구조사              | 인구 | Note | %±     |
| --------------------- | ---- | ---- | ------ |
| 1880년                | 306  |      | —      |
| 1900년                | 413  |      | —      |
| 1910년                | 409  |      | −1.0%  |
| 1920년                | 444  |      | 8.6%   |
| 1930년                | 366  |      | −17.6% |
| 1940년                | 454  |      | 24.0%  |
| 1950년                | 463  |      | 2.0%   |
| 1960년                | 560  |      | 21.0%  |
| 1970년                | 538  |      | −3.9%  |
| 1980년                | 538  |      | 0.0%   |
| 1990년                | 515  |      | −4.3%  |
| 2000년                | 663  |      | 28.7%  |
| 2010년                | 659  |      | −0.6%  |
| 2020년                | 556  |      | −15.6% |
| U.S. Decennial Census |      |      |        |